# Martine Simonet
Martine Simonet née le 26 janvier 1943 est une actrice française.

## Biographie
Martine Simonet est née le 26 janvier 1943 à Bayonne d'une vieille famille bayonnaise du côté de son père, et landaise (Mugron) du côté de sa mère. Elle passera son enfance et son adolescence à Rouen. Après sa carrière cinématographique, elle s'exile en Jamaïque au milieu des années 1980 où elle passera le restant de sa vie, en tenant un petit hôtel sur la plage de Negril. 
Elle décède à Montego Bay (Jamaïque) le 2 juillet 2024.

## Filmographie
- 1976 : Mélodrame de Jean-Louis Jorge : Nora Legri
- 1977 : Les Enfants du placard de Benoît Jacquot
- 1977 : Le Théâtre des matières de Jean-Claude Biette : Martine
- 1978 : Les Belles Manières de Jean-Claude Guiguet : Domino
- 1978 : Le Retour du privé de Takis Candilis (court métrage)
- 1979 : La Mémoire courte d'Eduardo de Gregorio
- 1980 : Simone Barbès ou la vertu de Marie-Claude Treilhou : Martine
- 1980 : Scopitone de Laurent Perrin (court métrage) : Nelly
- 1980 : Le Dernier Métro de François Truffaut : Martine
- 1985 : Passage secret de Laurent Perrin : Marthe